# Medical Corps International Forum
Medical Corps International Forum (MCIF) war der Titel einer vom Beta Verlag herausgegebene Fachzeitschrift für internationale Militär- und Katastrophenmedizin. Bis Juni 2008 hieß das Magazin Medical Corps International (MCI), welches vom Admiralarzt a. D. Karl-Wilhelm Wedel mitgegründet worden war. Die Herausgabe wurde Ende 2016 eingestellt.
Die Zeitschrift war das internationale Pendant der Wehrmedizin und Wehrpharmazie und diente zum Informationsaustausch der Führungsebenen militärischer und ziviler Hilfsorganisationen. Die Leserschaft verteilte sich über mehr als 200 Länder weltweit und bestand überwiegend aus medizinischem Führungs-Personal innerhalb der militärischen Sanitätsdienste sowie aus Vertretern internationaler Organisationen und Behörden.
Letzter Chefredakteur war der ehemalige Chefarzt des Bundeswehrkrankenhauses Ulm, Erhard Grunwald. Das Editorial Advisory Board bestand aus acht Militärmedizinern unter der Führung des ehemaligen Inspekteurs des Niederländischen Sanitätsdienstes, Rob van der Meer.